# Klamath
Klamath é uma Região censo-designada localizada no Estado americano da Califórnia, no Condado de Del Norte.

## Geografia
A área total da cidade é de 32,5 km² (12,5 mi²), sendo tudo coberto por terra.

### Localidades na vizinhança
O diagrama seguinte representa as localidades num raio de 56 km ao redor de Klamath.

## Demografia
De acordo com o censo de 2000, a densidade populacional é de 20,0/km² (51,9/mi²) entre os 651 habitantes, distribuídos da seguinte forma:
- 56,95% caucasianos
- 6,21% afro-americanos
- 0,67% nativo americanos
- 26,15% asiáticos
- 0,60% nativos de ilhas do Pacífico
- 3,29% outros
- 6,13% mestiços
- 9,31% latinos

Existem 177 famílias na cidade, e a quantidade média de pessoas por residência é de 2,39 pessoas.

## Lista de marcos
A relação a seguir lista as entradas do Registro Nacional de Lugares Históricos em Klamath.
- O'Men Village Site
- Radar Station B-71
- Redwood Highway